# Joachim Tancke
Joachim Tancke (auch Tanck, latinisiert Joachimus Tanckius; * 9. Dezember 1557 in Perleberg; † 17. November 1609 in Leipzig) war ein deutscher Mediziner, Alchemist, gekrönter Poet, Astronom und Rektor der  Leipziger Universität. Er war Professor für Anatomie und Chirurgie, Iatrochemiker (χυμιατρός) und ein „kämpferischer  Paracelsist“, der die antike griechisch-römische Naturkunde geringschätzte.

## Leben
Tancke studierte ab 1582 an der Artistenfakultät, ab 1586 Medizin  in Leipzig. 1591 wurde er Lizentiat und 1592 zum Doctor medicinae promoviert. Am 31. Dezember 1594 wurde er zum Professor für Chirurgie und Anatomie in Leipzig ernannt, wo er dem großen Fürstenkolleg angehörte. Durch seine eigenen Arbeiten zur Astronomie wurde er mit Johannes Kepler bekannt, von dessen Schriften er den Druck in Leipzig 1607/1608 überwachte und mit dem er in Prag im Briefaustausch stand. Weitere Korrespondenzen führte er mit Naturforschern wie Joseph Duchesne, Jakob Zwinger und Martin Ruland. Den Gelehrten Johannes Hartmann bezeichnete er 1610 als „günstigen Herrn“ und guten Freund. Er polemisierte in einigen Vorworten gegen die aristotelische Physica sowie die galenistische Medizin und verstand die Alchemie als Fortführung der Lehren des Paracelsus. Er war wie Hartmann, Daniel Sennert und Andreas Libavius ein früher akademischer Vertreter der Chemiatrie und Herausgeber alchemistischer Schriften, aber eigenständige Publikationen Tanckes mit alchemischem Inhalt sind (entgegen der Annahmen und Angaben etwa von James Riddick Partington oder Lynn Thorndike) nicht greifbar.
In den Sommersemestern 1593 und 1599 bekleidete er das Amt des Rektors an der Leipziger Universität.

## Schriften
als Herausgeber:
- Bernhardus Trevisanus: Chymische Schriften von der Hermetischen Philosophie. Vier Teile. Leipzig 1605.
- Paul Eck von Sulzbach: Clavis philosophorum.
- [Christoph von Hirschenberg]: [Instructio.] Von den Particular- und Universaltincturen. (1538). In: Johann Thölde (Hrsg.): Basilius Valentinus, TriumphWagen Antimonii. J. Popporeich für J. Apel, Leipzig 1604, S. 297–397 (Anhang).[12]
- [Christoph von Hirschenberg]: Succincta et brevis artis chemiae instructio. Das ist: Volkommner gründlicher Bericht der rechten und waren Alchimey / aus wahrhafftigem Fundament und Schrifften der Philosophen beydes Particulariter und Universaliter Philosophischer weise erkleret. J. Rose, Leipzig 1605.
- Alchimistisch Waitzenbäumlein, Das ist: Vom Stain der Weisen. J. Rose, Leipzig 1605.
- Roger Bacon: Medulla alchimiae […] Das ist: Vom Stein der Weisen, und von den vornembsten Tincturen des Goldes, Vitriols und Antymonij. J. Gaubisch (Eisleben) für J. Apel (Leipzig) 1608.
- Promptuarium Alchemiae, Das ist: Vornehmer gelarten Philosophen und Alchimisten Schriffte und Tractat, von dem Stein der Weisen, sammt künstlichen Alchimistischen Handgriffen, und bewerten schönen bereittungen allerley Artzneyen.  Zwei Teile. J. Popporeich für H. Grosse d. Ä., Leipzig 1610; auch 1612, 1614 und 1616.[13]